# Dilecta
Dilecta is een Frans historisch merk van motorfietsen en bromfietsen.
De bedrijfsnaam was: Moto Dilecta, Ets. M. Chichery, Le Blanc (Indre).
M. Chichery begon in 1920 met de productie van motorfietsen. Zijn bedrijf leverde een behoorlijk modellenaanbod met 98- tot 498cc-inbouwmotoren van Aubier Dunne, Chaise, JAP, Soyer, Villiers en andere merken. Hoewel de productieaantallen waarschijnlijk niet erg groot waren, overleefde het merk de Grote Depressie, maar bij het uitbreken van de Tweede Wereldoorlog in 1939 werd de productie beëindigd.
Na de oorlog kwam de naam "De Dion-Bouton" in het bezit van de Ets. Chichery in Le Blanc. Chichery produceerde onder deze naam in de jaren vijftig en -zestig bromfietsen.
In 1995 werd in het Franse tijdschrift La Vie de la Moto een ingezonden brief afgedrukt van een lezer die beweerde dat hij een De Dion-Bouton bromfiets in zijn bezit had die grote gelijkenis vertoonde met een Mobylette uit 1950. Omdat bekend was dat De Dion-Bouton uit Puteaux de productie reeds in 1923 had beëindigd stuitte deze brief op veel scepsis. Maar toen meerdere lezers schreven eveneens een dergelijke machine te bezitten ging men de zaak onderzoeken. De ontdekking van de aanduiding "Le Blanc" op de merkbadges van de De Dion-Bouton-bromfietsen leidde naar Ets. Chichery.